# Dendrobium spatella
Dendrobium spatella är en orkidéart som beskrevs av Heinrich Gustav Reichenbach. Dendrobium spatella ingår i släktet Dendrobium, och familjen orkidéer. Inga underarter finns listade i Catalogue of Life.